# کت دالیا
کاتریانا ساندرا هوگت (به انگلیسی: Katriana Sandra Huguet) (زاده ۲۹ ژوئیه ،۱۹۹۰)، با نام هنری کت دالیا (قبلاً، کت هیو) شناخته شده‌است، یک هنرمند ضبط، خواننده، ترانه‌سرا و خواننده رپ آمریکایی است. او برای اشعار «تند و تیز» و «منحصر به فرد، جریان تهاجمی» خود شناخته شده‌است. او اولین تک‌آهنگ خود را با نام «گانگستری»، در مارس ۲۰۱۳ منتشر کرد. دالیا اولین آلبوم استودیویی با نام باغ من را در ژانویه ۲۰۱۵ با اپیک رکوردز منتشر کرد، پیشتر او یک قرارداد ضبط در سال ۲۰۱۲ بسته بود. دالیا در سال ۲۰۱۳ در رتبه شماره هشت در بیلبورد به عنوان «صدای بزرگ بعدی» شناخته شد.

## اوایل زندگی
کاتریانا ساندرا هوگت در تاریخ ۲۹ ژوئیه سال ۱۹۹۰ در والدین لبنانی و کوبایی به دنیا آمد. دالیا در میامی بیچ، فلوریدا، بزرگ شد. او در سن هشت سالگی شروع به لب خوانی و نوشتن آهنگ را در سن ۱۵ سالگی آغاز کرد. در سن ۱۸ سالگی، پس از پس‌انداز پول از کاری به عنوان یک پیشخدمت زن، دالیا تصمیم به ترک میامی و نقل مکان به نیویورک کرد. او نام کت دالیا را به عنوان نام هنری خود انتخاب و پیشنهاد سازنده اش آن را نگه داشت، چرا که نرم و زیبا است.

## آهنگ‌شناسی

### آلبوم‌ها
| عنوان  | جزئیات آلبوم                                                                                      | جدول اوج موقعیت |
| عنوان  | جزئیات آلبوم                                                                                      | بیلبورد ۲۰۰     |
| ------ | ------------------------------------------------------------------------------------------------- | --------------- |
| باغ من | - تاریخ انتشار: ۱۳ ژانویه ۲۰۱۵ - برچسب: حوزه فرهنگ، اپیک رکوردز - فرمت: لوح فشرده، دانلود دیجیتال | ۵۴              |

### سود هر سهم
| عنوان                             | جزئیات                                                                          |
| --------------------------------- | ------------------------------------------------------------------------------- |
| سایه‌های خاکسترس (به عنوان کت هیو) | - منتشر شد: ۲۹ فوریه ۲۰۱۲ - برچسب: بدون روز خاموش سرگرمی - فرمت: دانلود دیجیتال |
| دانه‌ها                            | - منتشر شد: ۲۱ نوامبر ۲۰۱۳ - برچسب: ناشر مؤلف - فرمت: بارگیری                   |

### آهنگ‌ها
| عنوان                                                                   | سال  | جدول اوج موقعیت      | جدول اوج موقعیت | جدول اوج موقعیت   | جدول اوج موقعیت           | جدول اوج موقعیت | جدول اوج موقعیت | جدول اوج موقعیت | گواهینامه‌ها | آلبوم         |
| عنوان                                                                   | سال  | ۱۰۰ آهنگ داغ بیلبورد | آر اند بی/اچ اچ | آهنگ‌های داغ لاتین | آهنگ‌های آر اند بی/هیپ هاپ | رومانتیک        | هیت             | آر اند بی       | گواهینامه‌ها | آلبوم         |
| ----------------------------------------------------------------------- | ---- | -------------------- | --------------- | ----------------- | ------------------------- | --------------- | --------------- | --------------- | ----------- | ------------- |
| "گانگستر"                                                               | ۲۰۱۳ | ۱۱۲                  | ۴۸              | —                 | —                         | ۲۵              | ۱۳              | ۱۳              |             | باغ من        |
| "دیوانه"                                                                | ۲۰۱۴ | —                    | —               | ۴۵                | ۴۰                        | ۲۶              | —               | —               |             | باغ من        |
| "حزب پول"                                                               | ۲۰۱۴ | —                    | —               | —                 | —                         | —               | —               | —               |             | بدون تک آلبوم |
| "فکر می‌کنم عاشق شدم"                                                    | ۲۰۱۵ | —                    | —               | —                 | —                         | —               | —               | —               |             | باغ من        |
| "-" نشان دهنده آن است که در آن سرزمین منتشر نشده، یا مجوز دریافت نکرده. |      |                      |                 |                   |                           |                 |                 |                 |             |               |

### حضور مهمان
| عنوان                | سال  | آلبوم           | هنرمند(ها) |
| -------------------- | ---- | --------------- | ---------- |
| "باران سیاه و سفید"  | ۲۰۱۲ | خالص            | هنی پورو   |
| "هلن کلر"            | ۲۰۱۳ | مبتلا به موفقیت | دی‌جی خالد  |
| "دیده نمی‌شود یک چیز" | ۲۰۱۴ | سختی‌ها و تحقیر  | دکون کروم  |

## موزیک ویدیوها
| آهنگ                      | سال  | کارگردان            |
| ------------------------- | ---- | ------------------- |
| "فرماندهی شیطان"          | ۲۰۱۳ | ادوین اسکوبار       |
| "گانگستر"                 | ۲۰۱۳ | سامانتا لکا         |
| "شادی و من این را می‌دانم" | ۲۰۱۴ | ایکس مارلون سانتینی |
| "بالا"                    | ۲۰۱۴ | مایکل گارسیا        |
| "دیوانه"                  | ۲۰۱۴ | رنکین               |
| "باغ من"                  | ۲۰۱۵ | مایکل گارسیا        |
| "فکر می‌کنم عاشق شدم"      | ۲۰۱۵ | سم لکا              |